# Peñalolén
Peñalolén ist eine von 36 selbständigen Gemeinden (comunas), die zusammen die Agglomeration Gran Santiago, also den Großraum Santiago de Chile, bilden. Sie liegt am östlichen Rand der chilenischen Hauptstadt am Fuß der Andenkordillere und gehört zur Provinz Santiago. Die 1984 errichtete Kommune hat sich aus einer Reihe von klassischen Slumsiedlungen entwickelt. Sie galt als Armenbezirk mit hoher Arbeitslosigkeit, schlechter Infrastruktur und geringem Pro-Kopf-Einkommen. Mittlerweile stellt Peñalolen eine mehr und mehr prosperierende Kommune mit einer breiten Mittelschicht dar, wenn auch weiterhin die sogenannten „poblaciones“ (Armenviertel) einen prägenden Bestandteil des Ortes einnehmen.
In der Zeit zwischen 1960 und 1975 fanden hier illegale Landbesetzungen statt, aus denen schließlich zahlreiche Armensiedlungen entstanden. Im Laufe der Zeit erhielten die Bewohner ihre Grundstücke, auf denen sie sich einfachste Unterkünfte aus Holz errichtet hatten, von der Verwaltung offiziell zugeteilt. Inzwischen zählt die Kommune, deren Name in der Sprache der Mapuche-Indianer „Treffen der Brüder“ (spanisch reunión de los hermanos) bedeutet, nach anderer Meinung jedoch von einer in den 1950er Jahren entstandenen ländlichen Ansiedlung stammt, mehr als 200.000 Einwohner. Sie besteht aus vier, nicht eindeutig voneinander abzugrenzenden Vierteln (barrios oder sectores): Peñalolén Alto (ältester Ortsteil), Lo Hermida, La Faena und San Luis de Macul.
Die Arbeitsmarktsituation in Peñalolén ist weiterhin sehr schlecht; es gibt keine nennenswerte Industrie, nur einige kleine Betriebe. Eine feste Arbeit hat in den "poblaciones" kaum jemand. Jeder muss dort versuchen, seinen Lebensunterhalt mit allen möglichen Gelegenheitsarbeiten sicherzustellen. Auf der anderen Seite findet man in den "condominios" (eingegrenzte und bewachte Wohngebiete mit Einfamilienhäusern) Beamte, Kleinunternehmer und Angestellte, die jedoch ihre Arbeit i. d. R. nicht in Peñalolen, sondern im Zentrum (vor allem in den Kommunen Santiago, Las Condes und Providencia) finden.
Das durchschnittliche Pro-Kopf-Einkommen betrug im Jahr 2000 nach Zensusangaben 22.355 PPP-$. 27 % der Einwohner sind jünger als 15 Jahre und nur 5,6 % älter als 64 Jahre.
Das Angebot an Bildungs- und Gesundheitseinrichtungen ist in diesem Teil der Hauptstadt noch völlig unzureichend, so dass vielfach entsprechende Einrichtungen in anderen, zentraler gelegenen Kommunen von Santiago in Anspruch genommen werden müssen.
Mittlerweile wird Peñalolén vom Hilfsprojekt KAIRÓS unterstützt, das natürlich nicht allen helfen kann, sondern sich auf 1000 Menschen spezialisiert hat. Jobs vermitteln und bessere Familienverhältnisse schaffen, das sind die Ziele. Aber auch Erwachsenenbildung, Gesundheitserziehung, Ausbildung von Frauen in Kunsthandwerken und Bau von Kindergärten sind seine Aufgabenfelder.
Die Gemeinde zeichnet sich durch eine bemerkenswerte religiöse Vielfalt aus, die verschiedene Glaubensrichtungen umfasst. Neben den katholischen Kirchen gibt es ein evangelisch-lutherisches Gotteshaus, sowie andere protestantische Kirchen, einen im Jahr 2016 eingeweihten Bahaitempel sowie eine buddhistisch orientierte Schule, die als die erste ihrer Art im Land gilt.